# Булановка (Белгородская область)
Булано́вка — село в Бершаковском сельском поселении Шебекинского района Белгородской области.

## География
Из Булановки идут дороги в Поповку и Артельное. На северо-западе от села протекает ручей. В 1 км к югу от Булановки находится хутор Дубовенька.

## История
По сведениям 1862 года Центрального Статистического комитета МВД Российской империи (СПб., 1867), значится: "Курской губернии, Новооскольского уезда, III-го стана — Булановка, село казённое, при колодцах; расстояние в верстах от уездного города и становой квартиры — 40; число дворов — 98, жителей — 844 чел., из них — 415 муж. пола, 429 жен. пола".

## Население
| 1862 | 1885 | 1918 | 2002 | 2010 | 2025 |
| ---- | ---- | ---- | ---- | ---- | ---- |
| 844  | 1249 | 3500 | 765  | 673  | 657  |

## Достопримечательности
- Троицкая церковь, построенная в 1884 году.
- Братская могила 10 советских воинов, погибших в Великой Отечественной войне в 1942 году[3].
- Бюст В.И. Чапаева.